# Fond diffus infrarouge
Le fond diffus infrarouge (en anglais, Cosmic infrared background, CIB) est le nom donné à un rayonnement électromagnétique observé dans le ciel et dont le pic d'émission est situé dans le domaine des infrarouges. Il provient pour la majeure partie de sources extragalactiques de grande luminosité.
Il est appelé fond extragalactique, rayonnement de fond extragalactique ou fond extragalactique infrarouge. Le CIB est aussi appelé « fond diffus galactique » parce qu'il est impossible en 2020 de distinguer toutes les sources célestes qui émettent des infrarouges.
Le fond diffus infrarouge est essentiel à la compréhension d'objets astronomiques peu communs, notamment les quasars et les galaxies ultralumineuses en infrarouge, tous deux très brillants dans les infrarouges. Le fond atténue fortement les rayons cosmiques émis par les électrons et les protons de très haute énergie, ainsi que les rayons gamma.
Prédit en 1967 et en 1968, le CIB a été découvert avec certitude grâce aux données de la mission spatiale COBE. Son étude approfondie remonte à l'utilisation des satellites IRAS (en service en 1983), COBE (en service de 1989 à 1993), ISO (en service de 1995 à 2020) et Spitzer (en service de 2003 à 2009). En 2009, Herschel est également mis en service pour étudier différents aspects du fond diffus infrarouge.
La majeure partie des sources du CIB est composé d'« un petit nombre de sources de grande luminosité ». La source des infrarouges restants est incertaine en 2014,. 
Par son intensité, le CIB vient immédiatement après le CMB,. 